# Mustela aistoodonnivalis
Mustela aistoodonnivalis is een zoogdier uit de familie van de marterachtigen (Mustelidae). De wetenschappelijke naam van de soort werd voor het eerst geldig gepubliceerd door Wu & Kao in 1991. De status als aparte soort werd in 2023 bevestigd.

## Voorkomen
De soort komt alleen voor in China, in de bergen van Shaanxi en Sichuan.